# Downes v. Bidwell
Downes v. Bidwell, 182 U.S. 244 (1901), fue unos de los principales Casos insulares. El Tribunal Supremo de Estados Unidos sostuvo que la Constitución de los Estados Unidos no se aplica necesariamente a los territorios. En cambio, el Congreso de los Estados Unidos tiene jurisdicción para crear leyes dentro de los territorios, en particular en relación con los impuestos, que no serían permitidas por la Constitución dentro de los estados de la Unión.

## Antecedentes
El caso se refería al comerciante Samuel Downes, propietario de SB Downes & Company. Su empresa había importado naranjas en el puerto de Nueva York desde el territorio de Puerto Rico y se vio obligado a pagar derechos de importación sobre las mismas según la Ley Foraker. Su reclamación era, que Puerto Rico como un territorio de los Estados Unidos, tales derechos se encontraban bajo la jurisdicción de la cláusula de uniformidad de la Constitución, artículo I, sección 8 , que establece que "todos los derechos impuestos, y arbitrarios, serán uniformes en toda la nación". Dado que el impuesto sobre las naranjas no existe para otras partes de los Estados Unidos, sostuvo que no deben existir para Puerto Rico.

## Decisión
La Corte Suprema falló en contra de Downes. En una precaria mayoría (5-4) el tribunal sostuvo que los nuevos territorios anexados no eran parte de los Estados Unidos, para los efectos del artículo I sección 8 de la Constitución de los Estados Unidos. Sin embargo, el tribunal señaló que las garantías constitucionales de un ciudadano a los derechos de libertad y propiedad son aplicables a todos. Esas garantías sin embargo "... no pueden ir, en ningún caso, más allá..." dijo Edward Douglass White, en su opinión concurrente. Los territorios y sus ciudadanos solo tienen derecho a la plena protección de la constitución cuando el Congreso de los Estados Unidos los haya incorporado como una "parte integrante" de la nación. 
Por otro lado, la opinión disidente escrita por el juez John Marshall Harlan sostuvo que el Congreso de los Estados Unidos ha sido siempre obligado a promulgar leyes dentro de la jurisdicción de la constitución. El juez afirmó que "esta nación está bajo el control de una constitución escrita, la ley suprema de la tierra y la única fuente de los poderes que nuestro gobierno, o de cualquier rama o funcionario de la misma, puede ejercer en cualquier momento o en cualquier lugar ". Sostuvo que el congreso no existe, y por lo tanto no tiene autoridad, fuera del margen de la constitución.

## Consecuencias
La doctrina de la incorporación territorial es generalmente acreditada al juez White en su opinión concurrente. Esta idea se ha utilizado en casos judiciales para afirmar que los ciudadanos de territorios no incorporados pueden estar sujetos a leyes y reglamentos que no son constitucionalmente aplicables a los demás ciudadanos de los Estados Unidos.